# 岡部正英
岡部 正英（おかべ まさひで、1938年9月22日 - ）は、日本の政治家。現自民党相談役。元栃木県佐野市長（4期）、元栃木県議会議員、元佐野市議会議員。

## 来歴
栃木県佐野市生まれ。学生時代陸上競技中長距離走者として活躍、1500メートル競走高校日本記録を樹立。佐野市立城東中学校、栃木県立佐野高等学校卒業。佐野市議会議員、栃木県議会議員を歴任。
2005年2月28日、旧佐野市と田沼町・葛生町が新設合併し、新市制の佐野市が誕生。合併に伴い同年4月17日に行われた市長選挙に立候補し、旧佐野市長の飯塚昭吉、元市議の金子裕を破り初当選した。
全国生涯学習市町村協議会会長、栃木県市長会副会長、社団法人栃木県水道協会会長、栃木陸上競技協会副会長などを務めた。自由民主党栃木県支部連合会相談役。
2021年、5期目を目指したが元県議の金子裕に敗れた。現職当時は最高齢の首長だった。2022年、旭日中綬章受章。

## 市政
- 2020年6月5日、新型コロナウイルス対策の財源に充てるため、自身の同年7月から12月までの月額給与を10％減額する条例案を市議会定例会に提出した[10]。副市長と教育長については5％減額する。同日、同条例案は全会一致で可決された[11]。

## 親族
長女の岡部光子は2019年の栃木県議会議員選挙で佐野市選挙区から立候補して当選。